# پائولین نیومن

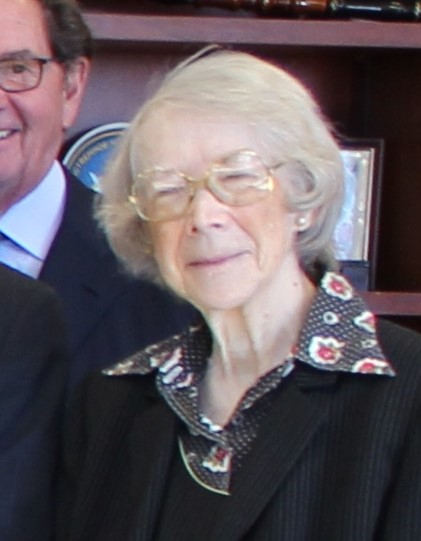
پائولین نیومن

پائولین نیومن (انگلیسی: Pauline Newman؛ زاده ۲۰ ژوئن ۱۹۲۷) یک سیاست‌مدار است.